# Grodzkie Szczepanowięta
Grodzkie Szczepanowięta est un village polonais de la gmina de Kulesze Kościelne, dans le powiat de Wysokie Mazowieckie, voïvodie de Podlachie, au nord-est du pays.
Il est situé à environ 15 km au nord de Wysokie Mazowieckie et à 42 km à l'ouest de la capitale régionale Białystok.